# Дамфрис (Виргиния)
Дамфрис (англ. Dumfries) — город в округе Принс-Уильям в штате Виргиния США. По данным переписи 2020 года, численность населения составляла 5679 человек.

## Население
| 2010 | 2020  |
| ---- | ----- |
| 4961 | ↗5679 |